# Peach ftl
Pour les articles homonymes, voir FTL.
Peach ftl, aussi stylisé Peach (Ftl) ou PEACH (f.t.l.), anciennement Peach From the Laid, est un groupe de rock alternatif français, originaire de Montpellier, Occitanie.

## Biographie

### Débuts (1997–2002)
Le groupe est à l'origine formé en 1997, à Montpellier, sous le nom de Peach From the Laid, par Luis Azemar (ex-Buzzy bees / Bluesward) à la guitare et au chant, et Philippe Andrès à la guitare. Ils seront rejoints rapidement par Thom Lavigne à la basse et Loïc à la batterie. Le groupe profite aussi de quelques passages sur la radio NRJ en 1997. Loïc sera ensuite remplacé par Laurent Navarro à la batterie (ex-Twelve et R.I.P, dans lequel il officiait avec Pasqual guitariste du groupe The ARRS). Le groupe compose et enregistre une première démo, intitulée Koncept, publiée en 1998, puis commence à tourner avec d'autres groupes tels que Lofofora, Watcha, Enhancer ou encore Tripod,. Il remporte aussi un tremplin qui lui permet de partir en tournée en Allemagne.
À leur retour, le groupe continue de maquetter en vue d'enregistrer son premier album studio. Philippe quittera le groupe, et sera remplacé par Mathieu Guyot en 2000. C'est avec cette formation que le groupe enregistrera son premier EP auto-produit, Subliminal, publié au label Musicast en 2002. Le groupe commence à tourner dans toute la France en compagnie du groupe marseillais Eths, et réalise la bande son d'une pub télévisée pour Malabar.

### Addiction(2002–2006)
La première tournée terminée le groupe se remet à composer en vue d'enregistrer un premier album et de signer avec une maison de disques. En 2002, Le magazine français Rock Sound choisit Peach From the Laid parmi plus de 200 groupes français, et les envoie en studio enregistrer deux titres avec les producteurs Stéphane Buriez et Stephan Kraemer. Quelques mois plus tard le groupe signera un contrat avec le label Spectre Media (Universal) et entrera en studio pour enregistrer son premier album.
En 2005, le groupe raccourcit son nom pour Peach ftl. Addiction sortira début 2005, et sera accueilli d'une manière très mitigée par la presse spécialisée,,,. La sortie de l'album sera suivie d'une tournée (Addiction Tour) qui traversera la France et la Belgique, et qui fera découvrir au public ce premier album. Deux clips vidéos sont issus de cet album et sont diffusés sur les chaines musicales MCM et M6. À la fin 2005, la tournée se termine et le groupe se remet à composer en vue du deuxième album. À cette occasion Peach ftl change de management et prépare son nouvel album. Il sera produit par Stéphane Buriez et Davy Portela.

### Supernova(2007–2008)
Supernova sortira le 23 avril 2007 en édition digipack collector accompagné d'un DVD contenant clips, making of, et extraits de tournées,.
Le Supernova Tour démarre le 28 février 2008, en compagnie du groupe Pleymo puis continue sa route seul. Il passera entre autres par Clermont-Ferrand (la coopérative de Mai), Lyon (le Transbordeur), Fribourg, en Suisse (le Fri-Son), Lille (le Zénith), Montpellier (le Rockstore) et quelques festivals (Dour Festival, Park Rock Festival, etc.) Le supernova tour reprendra début octobre 2007 pour s'achever à l'été 2008. Le groupe devrait faire une pause à la suite de cette tournée pour que chaque membre se concentre sur ses différents projets parallèles. Le premier à voir le jour se nomme Divine et le premier album devrait voir le jour en octobre 2008 et sera suivi d'une tournée française. Le groupe ne donne plus signe d'activité depuis 2008.

## Discographie
- 1998 : Koncept (auto-produit)
- 2002 : Subliminal (Musicast)
- 2005 : Addiction (Spectre/Universal)
- 2007 : Supernova (Spectre/Pias)

## Vidéographie
- 2007 : DVD Supernova (Spectre/Pias)

## Membres actuels
- Luis Azemar - guitare, chant
- Laurent Navarro - batterie
- Mathieu Guyot - guitare
- Thom Lavigne - basse